# Inje Speedium
Das Inje Speedium (auch Inje International Circuit) ist eine Motorsport-Rennstrecke in Inje, Südkorea.
Die permanente Rennstrecke ist Teil einer großen Motorsport Anlage, genannt Inje Auto Theme Park, inklusive Kartrennbahn, Hotels und Tagungsmöglichkeiten.

## Streckenbeschreibung

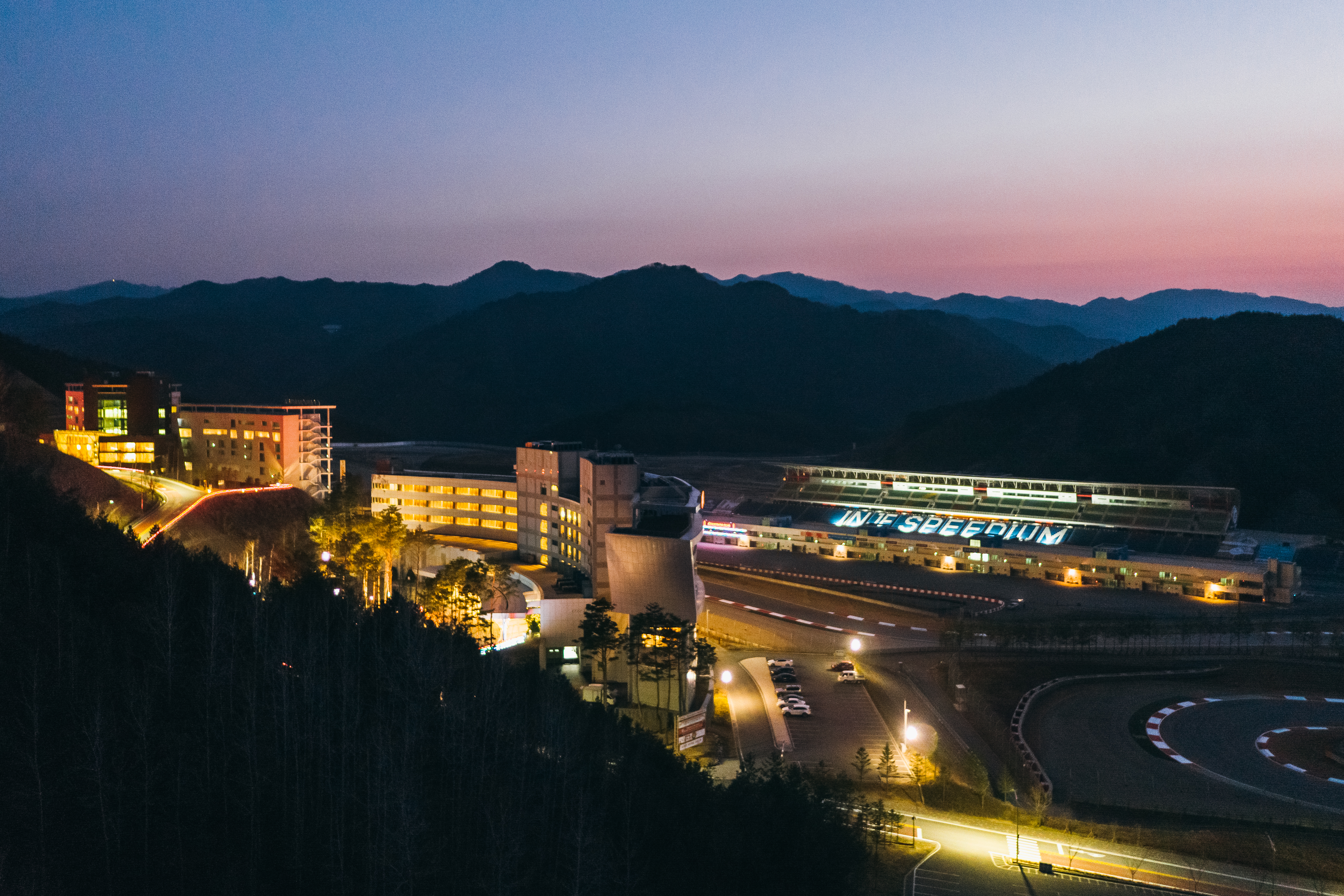
Panoramablick auf das Inje Speedium (Nachtansicht)

Die 2013 eröffnete, im Uhrzeigersinn zu befahrende Rennstrecke ist 3908 Meter lang und 12 bis 17 Meter breit. Sie kann in zwei separate Varianten geteilt werden: die 2577 m lange Nordvariante  und die Südvariante mit 1375 Meter Länge. Die Haupttribüne hat 3 Stockwerke und eine Kapazität von 20.000 Sitzplätzen.

## Veranstaltungen
Aktuell:
- Superrace Championship, Korea Speed Racing
- Sports Prototype Cup Korea
- Lamborghini Supertropheo Asia

In der Vergangenheit:
- Asian Le Mans Series - 3h of Inje (2013–2014)
- Ferrari Challenge Asia–Pacific (2013–2014)
- Super Taikyu (2013)
- TCR Korea (2018)